# Championnats d'Afrique de cross-country 2014
Navigation
Le Cap 2012 Yaoundé 2016
Les 3es Championnats d'Afrique de cross-country ont lieu le 18 mars 2014 à Kampala, en Ouganda. Les courses individuelles seniors sont remportées par les Kényans Leonard Barsoton chez les hommes et Faith Kipyegon chez les femmes.

## Compétition
Les Championnats d'Afrique de cross-country comprennent quatre épreuves au total. Les distances varient en fonction de la catégorie (Seniors, Juniors) et du sexe (Hommes, Femmes).
| Catégorie | Hommes | Femmes |
| --------- | ------ | ------ |
| Seniors   | 12 km  | 8 km   |
| Juniors   | 8 km   | 6 km   |

## Résultats

### Seniors
| Épreuves           | Or                              | Argent                         | Bronze                        |
| ------------------ | ------------------------------- | ------------------------------ | ----------------------------- |
| Individuel hommes  | Leonard Barsoton 34 min 26 s 12 | Kipruto Kangogo 34 min 56 s 45 | Rono Cherop 35 min 1 s 88     |
| Par équipes hommes | Kenya 10 pts                    | Ouganda 37 pts                 | Éthiopie 52 pts               |
| Individuel femmes  | Faith Kipyegon 25 min 33 s 02   | Janet Kisa 25 min 41 s 30      | Alice Nawowuna 25 min 46 s 48 |
| Par équipes femmes | Kenya 10 pts                    | Éthiopie 29 pts                | Ouganda 57 pts                |

### Juniors
| Épreuves           | Or                           | Argent                       | Bronze                          |
| ------------------ | ---------------------------- | ---------------------------- | ------------------------------- |
| Individuel hommes  | Moses Letoyie 22 min 36 s 80 | Andrew Lorot 22 min 50 s 19  | Afewerki Berhane 22 min 56 s 45 |
| Par équipes hommes | Kenya 12 pts                 | Érythrée 32 pts              | Éthiopie 54 pts                 |
| Individuel femmes  | Agnes Tirop 18 min 50 s 74   | Alemitu Heroye 19 min 4 s 73 | Nancy Nzisa 19 min 16 s 18      |
| Par équipes femmes | Kenya 13 pts                 | Éthiopie 28 pts              | Ouganda 55 pts                  |

## Nations participantes
26 nations au total participent à cette édition des Championnats d'Afrique de cross-country :
- Algérie
- Burundi
- Botswana
- Côte d'Ivoire
- Cameroun
- Comores
- Érythrée
- Éthiopie
- Gabon
- Gambie
- Guinée
- Kenya
- Madagascar
- Maroc
- Mali
- Maurice
- Nigeria
- Rwanda
- Sénégal
- Seychelles
- Somalie
- Soudan du Sud
- Soudan
- Tanzanie
- Ouganda
- Zambie